# Maestri di strada
I maestri di strada (magistri aedificiorum et stratarum) rappresentano una delle più antiche magistrature romane, già attiva nel XII secolo nel giudicare controversie tra privati in tema di confini, edifici, flussi di acque, con facoltà ispettive sulla viabilità e la nettezza urbana, e grazie ai provvedimenti di Martino V prima e Niccolò V poi vennero dotati maggiori poteri e autonomie. Possono essere considerati moderni aediles curiales. 
Gli esponenti delle famiglie nobili romane compaiono tra le file di questa magistratura e spesso in precedenza avevano ricoperto anche il ruolo di Conservatori. L’incarico, di norma, andava dai sei mesi a un anno. Fino al 1480 non era prevista una retribuzione per l’incarico, ma solo una percentuale su multe e interventi nei quali i maestri erano chiamati a operare. Questi ultimi venivano sovvenzionati attraverso le imposte (Taxae viarum) ai proprietari delle aree che avrebbero beneficiato dei provvedimenti. 
Nel gennaio 1536 la strategia del papa di concentrare in una figura tutti i poteri in ambito edilizio si tradusse nella nomina di Latino Giovenale Manetti a conservatore del Popolo Romano.